# Tough Enough
Tough Enough to drugi singel zespołu Vanilla Ninja, jednocześnie pierwszy wydany na skalę międzynarodową. Został wydany 24 listopada 2003 roku.

## Lista utworów
1. Tough Enough (Radio Edit) 3'22"
2. Tough Enough (Ambient Mix) 3'22"
3. Tough Enough (Extended Version) 6'25"
4. Tough Enough (Unplugged Version) 3'22"
5. Tough Enough (Video) 3'24"